# Liste von Bürgerentscheiden der Stadt Freiburg im Breisgau
In Freiburg im Breisgau fanden bisher sechs Bürgerentscheide statt, von denen die ersten drei scheiterten. Im vierten und somit ersten erfolgreichen Bürgerentscheid entschieden die Bürger im November 2006, dass die Stadt Freiburg Eigentümer der städtischen Wohnungen bleiben soll.
Ein Bürgerentscheid ist erfolgreich, wenn er ein Zustimmungsquorum von 20 Prozent erreicht. Das heißt, mindestens 20 Prozent der zur Kommunalwahl berechtigten Einwohner müssen die gestellte Frage eindeutig mit Ja oder mit Nein beantworten. Bei einem verfehlten Quorum entscheidet der Gemeinderat erneut. Der Landtag Baden-Württemberg änderte im Juli 2005 das bis dahin geltende Quorum von 30 Prozent auf 25 Prozent der Stimmberechtigten. Inzwischen gilt seit der jüngsten Novellierung der baden-württembergischen GemO im Oktober 2015 ein Zustimmungsquorum von 20 Prozent.

## Bau einer Kultur- und Tagungsstätte (KTS) – 1988
Nach einem Gemeinderatsbeschluss am 9. Februar 1988 zum Bau des Konzerthauses Freiburg kam es zu einem Bürgerbegehren der Konzerthausgegner, sodass am 26. Juni 1988 der erste Bürgerentscheid stattfand, mit der Frage: Soll die Kultur- und Tagesstätte gemäß Beschluss des Gemeinderats vom 9. Februar 1988 auf dem Grundstück der Bismarckallee gebaut werden?
|                           | Wahlberechtigte | Wähler | Ja     | Nein   |
| ------------------------- | --------------- | ------ | ------ | ------ |
| Personen                  | 131.889         | 65.964 | 29.289 | 36.439 |
| Prozent (Wahlberechtigte) |                 | 50,0 % | 22,2 % | 27,6 % |
| Prozent (gültige Stimmen) |                 |        | 44,6 % | 55,4 % |

Nur 3128 fehlende Stimmen ließen den Bürgerentscheid scheitern. Am 28. Juni 1988 bestätigte der Gemeinderat den bereits gefassten Beschluss zum Bau des Gebäudes. Hätte das 2005 gesenkte Quorum damals gegolten, wäre der Bürgerentscheid erfolgreich gewesen und der Bau hätte nicht begonnen werden dürfen.

## Erhalt des Freiburger Flugplatzes – 1995
Der zweite Bürgerentscheid fand am 23. Juli 1995 statt mit der Frage: Sind Sie für den Erhalt des Freiburger Flugplatzes?
|                           | Wahlberechtigte | Wähler | Ja     | Nein   |
| ------------------------- | --------------- | ------ | ------ | ------ |
| Personen                  | 135.563         | 52.597 | 37.258 | 15.214 |
| Prozent (Wahlberechtigte) |                 | 38,8 % | 27,5 % | 11,2 % |
| Prozent (gültige Stimmen) |                 |        | 71,0 % | 29,0 % |

Auch der zweite Bürgerentscheid scheiterte knapp am Quorum von 30 %, es fehlten 3411 Stimmen. Trotzdem folgte der Gemeinderat dem Abstimmungsergebnis für den Erhalt des Flugplatzes Freiburg und nahm den Beschluss zur Bebauung zurück.

## Linienführung einer neuen Straßenbahnlinie – 1999
Der dritte Bürgerentscheid behandelte den Verlauf der Straßenbahn zwischen Haslach und der Innenstadt. Die Abstimmungsfrage am 25. Juli 1999 lautete: Soll die Stadtbahn Haslach über die Kronenstraße und den Ring (Werder-, Rotteck- und Friedrichring) zum Siegesdenkmal mit Anschluss an die Kaiser-Joseph-Straße gebaut werden (Variante B)?
|                           | Wahlberechtigte | Wähler | Ja     | Nein   |
| ------------------------- | --------------- | ------ | ------ | ------ |
| Personen                  | 140.427         | 31.192 | 21.232 | 9.795  |
| Prozent (Wahlberechtigte) |                 | 22,2 % | 15,1 % | 7,0 %  |
| Prozent (gültige Stimmen) |                 |        | 68,4 % | 31,6 % |

Der dritte Bürgerentscheid scheiterte mit 20.896 fehlenden Stimmen deutlich am Quorum. Der Gemeinderat stimmt erneut über den Linienverlauf ab und bestätigt das Ergebnis der ersten Abstimmung, die eine andere Linienführung über die Basler Straße zur Johanneskirche vorsah. Zwei Jahre später stimmt er zusätzlich für diese Linie. 2019, zwanzig Jahre später wurde dennoch die neue Strecke eröffnet.

## Erhalt der Stadtbau-Wohnungen im Eigentum der Stadt Freiburg – 2006
Abstimmungsfrage am 12. November 2006: Sind Sie dafür, dass die Stadt Freiburg Eigentümerin der Freiburger Stadtbau GmbH und der städtischen Wohnungen bleibt?
|                           | Wahlberechtigte | Wähler | Ja     | Nein   |
| ------------------------- | --------------- | ------ | ------ | ------ |
| Personen                  | 148.313         | 59.211 | 41.581 | 17.418 |
| Prozent (Wahlberechtigte) |                 | 39,9 % | 28,0 % | 11,7 % |
| Prozent (gültige Stimmen) |                 |        | 70,5 % | 29,5 % |

Für den vierten Bürgerentscheid galt erstmals das neue Quorum von 25 Prozent, das auch erreicht wurde. Die Bürgerinitiative Wohnen ist Menschenrecht hatte damit Erfolg, der vom Gemeinderat vorgesehene Verkauf der städtischen Wohnungen an einen privaten Investor wurde damit gestoppt.

## Bau eines neuen Stadions für den SC Freiburg im Wolfswinkel – 2015
Der fünfte Bürgerentscheid war der erste, der vom Gemeinderat selbst initiiert wurde. Nach einer Änderung des Kommunalwahlrechts durften erstmals auch 16-Jährige abstimmen. Die Abstimmungsfrage, über die am 1. Februar 2015 abgestimmt wurde, lautet: Sind Sie dafür, dass die Stadt Freiburg den SC Freiburg bei der Realisierung eines Fußballstadions im Wolfswinkel auf Grundlage des vom Gemeinderat befürworteten Organisations-, Investitions- und Finanzierungskonzepts (Anlage 3 zur Gemeinderatsdrucksache G-14/183) unterstützt? Gegenstand des Bürgerentscheids war der geplante Neubau eines Stadions für den SC Freiburg am Standort Wolfswinkel als Nachfolger des bisherigen Dreisamstadions (Sponsorenname zu diesem Zeitpunkt: Schwarzwald-Stadion).
|                           | Wahlberechtigte | Wähler          | Ja      | Nein    |
| ------------------------- | --------------- | --------------- | ------- | ------- |
| Personen                  | 169.136         | 78.718 / 78.420 | 45.629  | 32.791  |
| Prozent (Wahlberechtigte) |                 | 46,54 %         | 26,98 % | 19,39 % |
| Prozent (gültige Stimmen) |                 |                 | 58,19 % | 41,81 % |

Das zu erreichende Quorum von 25 Prozent lag bei 42.284 Stimmen und wurde mit 45.629 Ja-Stimmen erreicht. Damit stimmten die Freiburger für einen Stadionneubau am Standort Wolfswinkel.

## Bau eines neuen Stadtteils Dietenbach – 2019
Der sechste Bürgerentscheid fand am 24. Februar 2019 statt. Die Abstimmungsfrage lautete: Soll das Dietenbachgebiet unbebaut  bleiben?
|                           | Wahlberechtigte | Wähler          | Ja      | Nein   |
| ------------------------- | --------------- | --------------- | ------- | ------ |
| Personen                  | 171.222         | 84.940 / 84.679 | 33.833  | 50.846 |
| Prozent (Wahlberechtigte) |                 | 49,6 %          | 19,75 % | 29,6 % |
| Prozent (gültige Stimmen) |                 |                 | 40,0 %  | 60,0 % |

Das zu erreichende Quorum liegt bei mindestens 20 Prozent der Stimmberechtigten; das sind etwa 34.245 Stimmberechtigte.
Die Kosten des Bürgerentscheids beliefen sich nach Aussage des Oberbürgermeisters Martin Horn insgesamt auf 580.000 €, davon 310.000 € für den Wahlkampf und 270.000 € für die Wahl. Bei den Wahlkampfkosten war auch die gemeinsame Veranstaltung der Befürworter und Gegner im Konzerthaus mit dabei.